# Novo Horizonte do Oeste
Novo Horizonte do Oeste – miasto i gmina w Brazylii, w stanie Rondônia. Znajduje się w mezoregionie Leste Rondoniense i mikroregionie Cacoal.